# Rhodafra opheltes
Rhodafra opheltes is een vlinder uit de familie van de pijlstaarten (Sphingidae). De wetenschappelijke naam van de soort werd in 1780 gepubliceerd door Pieter Cramer.